# ニコ・デ・ヨンヘ
ニコ・デ・ヨンヘ（Nico De Jonge、1920年 - 1997年）はオランダの造園技術者。リアリズムのランドスケープデザイナーと呼ばれた人物。

## 略歴
1944年からオランダ森林局に勤務し、Oosterschedle Deltaなど干拓地の景観設計など従事。1960年以降は同局造園部長として従事、1962年のワルヘレン（Walcheren）の干拓地再整備、フォルケラク川水門と周辺景観（1965年から1970年）Veerse Meer（1967年）など、国土の景観保護に関与し、代表作は多数。
ワルヘレンでは主任デザイナーに任命され、計画では幾つか直面した問題にランドスケープの面で取り組んでいった。
全体としてレクリエーションおよび農業のための内部のための沿岸エッジなど、ワルヘレンを開発するための戦略だてで、農業景観の再構築のために既存の地形学的構造で作られた砂浜を小川から尾根ぞいから低い粘土流域間を要素レベルでもって特別な注意を払っている。潮の動きと堤防4つのポイントに巨大な入り江が形成されていたため、計画では開発の一部観光やレクリエーションのための地域、大規模に新規開発した森林は、レクリエーションのための基礎として、一部砂丘に近いために近隣の都市の住宅開発（フリシンゲンVeere）とした。